# Megachile brimleyi
Megachile brimleyi là một loài Hymenoptera trong họ Megachilidae. Loài này được Mitchell mô tả khoa học năm 1926.